# Liolaemus robertoi
Liolaemus robertoi este o specie de șopârle din genul Liolaemus, familia Tropiduridae, descrisă de Pincheira-donoso și Rayner Núñez Aguila în anul 2004. Conform Catalogue of Life specia Liolaemus robertoi nu are subspecii cunoscute.